# Warbsen
Warbsen ist ein Ortsteil der Gemeinde Golmbach im niedersächsischen Landkreis Holzminden.

## Geographische Lage
Warbsen liegt im Naturpark Solling-Vogler nördlich des Burgbergs (357,5 m) sowie südlich des Kleinen (204,5 m) und Großen Pagenrücken (197,5 m). Es erstreckt sich zwischen dem Golmbacher Kernort im Osten und dem Beverner Ortsteil Lütgenade im Westen – als Straßendorf entlang des Weser-Zuflusses Forstbach.

## Geschichte
Im 11. Jahrhundert wurde der Ort Warpassen genannt, als Lehensrechte dem Hochstift Paderborn gehörten. Im 15. Jahrhundert waren unter anderem die Geschlechter Steinberg und Hake hier begütert. Die örtliche Kapelle gehörte als Filiale der Kirche in Golmbach zum Bistum Minden. Die Kapelle bestand bereits 1750 nicht als eigenständiges Gebäude, sondern als Betsaal in der Schule.
Im Jahre 1793 hatte das Dorf 371 Einwohner. Um 1860 gab es in dem Ort, der zum Amt Holzminden im Herzogtum Braunschweig gehörte, etwa 570 Einwohner. Im Jahre 1905 betrug die Einwohnerzahl 439 und 2014 etwa 300. Im Jahre 1971 wurde eines der örtlichen Bauernhäuser in die im Braunschweiger Stadtteil Riddagshausen befindliche Straße Zwischen den Bächen transloziert.

## Kultur und Sehenswürdigkeiten
Warbsen gehört zur Kirchengemeinde Amelungsborn. Der kirchliche Saal befindet sich in der ehemaligen Schule. Sie hat einen Dachreiter, in dem die 2006 restaurierte Glocke von 1682 hängt.